# Inquisitor latifasciata
Inquisitor latifasciata é uma espécie de gastrópode do gênero Inquisitor, pertencente a família Pseudomelatomidae.